# Serra Alta (Valls)
La Serra Alta és una serra situada al municipi de Valls a la comarca de l'Alt Camp, amb una elevació màxima de 625 metres.